# Símil

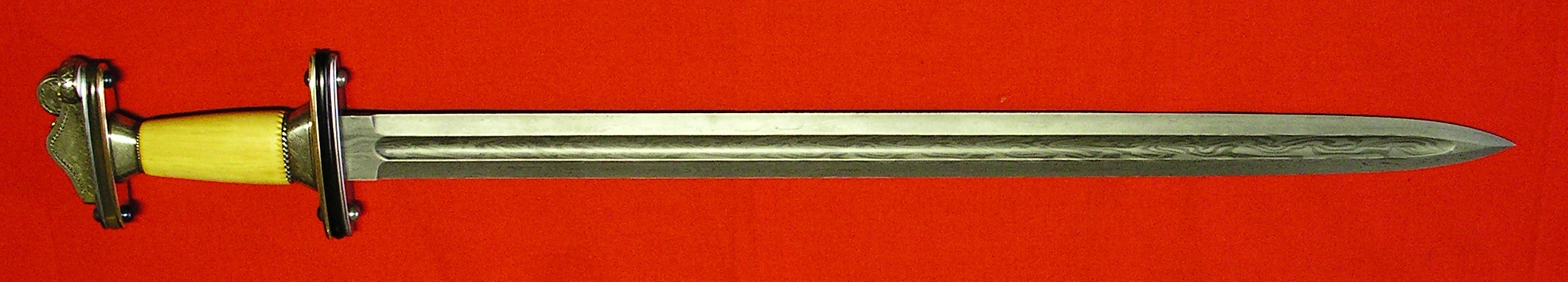
Espadas como labios...

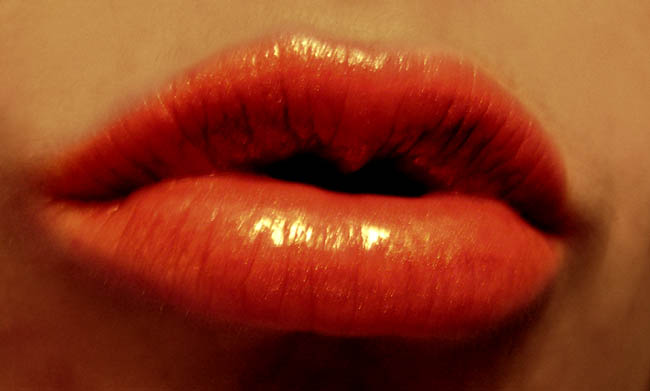
...labios como espadas. Símil reversible de Vicente Aleixandre.

Símil es una figura retórica que utiliza el recurso de la comparación o semejanza entre términos literarios. Su carácter es más simple que el de la metáfora, y por ello aparece con más frecuencia en las epopeyas clásicas como en la poesía popular.
Figura literaria que deforma la realidad mediante la exageración. Su apreciación ayuda a reconocer el valor estético.
Ejemplos:
•brillante como el oro.
•dura como gema de diamante.
Los símiles pueden ser reversibles (disponiendo sucesivamente los dos términos en distinto orden) o graduados (de inferioridad, igualdad o superioridad), así como asociarse a otras figuras (exemplum, alegoría,  alusión, antonomasia, etc.)
En la actualidad, los repertorios de figuras literarias no establecen distinción entre el símil y la comparación[cita requerida] y se insiste en el uso de elementos de relación como “como”, “cual”, “que” o “se asemeja a” para diferenciar formalmente a esta figura de la metáfora. Pongamos un ejemplo para dejar clara esta diferenciación entre los conceptos símil y metáfora: tus níveas manos son suaves como el terciopelo (símil); tus níveas manos son terciopelo (metáfora). 
Con el nombre latino de símiles se designan en retórica los razonamientos que se apoyan en la analogía o relación de semejanza entre los asuntos tratados.

## Uso de los símiles
Los símiles son ampliamente utilizados en la literatura, tanto en la moderna como en la antigua.
Aristóteles dijo que los buenos símiles dan un “efecto de brillantez”, pero él prefirió el uso de la metáfora, pues era más corta y, por lo tanto, más atractiva en uso creativo. 
Homero hizo famoso el uso del “símil épico”. Un símil épico verdadero implica la comparación de una acción compuesta con o en la relación con otra acción compuesta. Virgilio y Dante refinaron el símil épico para desarrollar con gran precisión una multiplicidad de comparaciones con una sola imagen o acción extensa.
John Keats manifiesta que es un "hombre del arte", demostrando esa habilidad en Hyperion, donde compara a los dioses caídos con Stonehenge.
William Shakespeare utiliza los símiles, implicando con frecuencia referencias históricas, por ejemplo en la obra Julio César.
Los símiles son también ampliamente utilizados en la literatura moderna. Sin embargo tienden a ser más espontáneos y expresivos. Los símiles se puede también leer como una alegoría formulada. En la lengua cotidiana también se incorporan símiles, tales como “es tan astuto como un zorro” o “está oscuro como boca de lobo”.